# Military Load Classification

Znak W-5 „klasa obciążenia mostu o ruchu dwukierunkowym dla pojazdów gąsienicowych”

Military Load Classification (MLC) – wojskowa klasyfikacja obciążenia – standardowy system NATO, w którym obiekt mostowy ma przydzielony numer klasyfikacyjny wyrażający obciążenie, jakie może przenieść dla przejazdu pojazdów. Pojazd wojskowy ma również wyznaczoną klasę MLC i nie może wjechać na most o mniejszej klasie MLC niż jego własna klasa. Do oznakowania klasy MLC stosuje się dodatkowe znaki drogowe dla kierujących pojazdami wojskowymi: od W1 do W-7, określone w Rozporządzeniu w sprawie znaków i sygnałów drogowych (Dz.U. z 2019 r. poz. 2310).